# Prods Oktor Skjærvø
Prods Oktor Skjærvø, född 30 december 1944 i Steinkjer i Norge, är en norsk-amerikansk professor i iranska språk vid Harvard University i Massachusetts.
Skjærvø har en magistergrad från Köpenhamns universitet 1974 med magisteruppsatsen Undersøkelser til verbalsystemet i gammelpersisk og vestlig middel-iransk, och doktorsgrad från Universitetet i Oslo 1981 med avhandlingen The Paikuli inscription, restoration and interpretation. Restored text, translation, and commentary. 
Skjærvø var elev till den norske iranisten Georg von Munthe af Morgenstierne.
Från och med 1985 har Skjærvø varit redaktör vid Encyclopædia Iranica i New York. 1991 blev han utnämnd till Aga Khan Professor of Iranian Studies vid Harvard. 
Förutom forniranska språk undervisar han i zoroastrism och manikeism. 
Skjærvø har bland annat översatt och publicerat Zarathustras Gathasånger till norska i antologin Zarathustras sanger, de eldste iranske skriftene (2003).